# Десять стрел
«Десять стрел» — последний самиздатский и третий концертный альбом группы «Аквариум». В альбоме использованы записи акустических концертов «Аквариума» конца 1985 года и одна студийная запись 1986 года («Город»).

## История создания
Вскоре после того, как «Аквариум» записал альбом «Дети Декабря», студия Андрея Тропилло в Доме юного техника закрылась на ремонт (как оказалось позже, вечный — дирекция наконец узнала о том, что студию оккупировали люди, далёкие от пионерского движения), и группе оказалось негде записывать песни. Но у группы тогда появился собственный звукорежиссёр — Вячеслав Егоров, а осуществить запись концертных версий новых песен помог Алексей Ипатовцев, у которого имелась профессиональная кассетная дека Pioneer CT-3000 с сендастовой головкой и 90-минутные хромовые кассеты TDK SA-X. На каждое выступление «Аквариума» Алексей приходил заранее, и во время настройки звука он подключался к пульту Егорова и фиксировал на завёрнутую в плотный целлофан деку уже отстроенный звукорежиссёром звук. В итоге будущий альбом оказался выстроен на основе 5-6 акустических выступлений, из которых были выбраны самые яркие варианты исполненных песен.
Большая часть песен альбома была зафиксирована во время концерта в ДК Невский (19.12.1985). Песни «Дорога 21» и «Как движется лёд», которые в итоге не вошли в «канонический» вариант альбома, были записаны в общежитии Кораблестроительного института (20.11.1985). «Платан» был записан в Горном институте (07.12.1985), где работал Михаил Файнштейн. «Каменный уголь» записывался в канун Нового года в Театре юного зрителя в присутствии всего лишь нескольких десятков зрителей. Последним был записан «Город» в студии Дома радио, в январе 86-го года. В конце февраля скомпилированный Ипатовцевым альбом пошёл в народ. Через месяц Гребенщиков авторизовал этот альбом, убрав оттуда несколько композиций.

6 августа 1986 года, уже когда альбом был полностью записан, в Горьком погиб, переплывая Волгу, Александр Куссуль. Участники группы решили посвятить альбом его памяти.
Автор оригинальной обложки альбома — художник Александр Флоренский. На передней стороне обложки присутствуют персонажи и образы из песен: завхоз, трамвай, луна, она, деньги, платан, надменные девы, 10 стрел, каменный уголь, купол с крестом, двери травы, молодой дворник, шары из хрусталя, судья. На задней стороне обложки — портреты Файнштейна, Куссуля, Гребенщикова, Романова и Гаккеля.

## Участники записи
Расшифровка инструментов.
- БГ — вокал, акустическая гитара, губная гармошка (3, 5, 7)
- Всеволод Гаккель — виолончель (1—4, 8, 9), голос
- Александр Титов — бас-гитара (чаще безладовый) (1—10)
- Андрей Романов — флейта (2, 6, 8, 10, 11), голос (1, 4, 5, 6, 8—10)
- Михаил Васильев — перкуссия (1—10)
- Александр Куссуль — скрипка (1—5, 7, 9, 10)

На обратной стороне обложки после списка песен присутствует расшифровка тогдашнего состава группы:
| Å (86) = БГ + Гаккель + Дюша + Фан + Тит + \| А. Куссуль \| |
| А. Куссуль                                                  |

## Список композиций
Музыка и текст во всех песнях — БГ, кроме специально отмеченных.
1. Каменный уголь (3:58)
2. Хозяин (4:42)
3. Трамвай (3:28)
4. Стучаться в двери травы (3:08)
5. Она может двигать (3:43)
6. Десять стрел (3:27) (Юрий Дышлов — Борис Гребенщиков)
7. Платан (3:48)
8. Шары из хрусталя (2:44)
9. Небо становится ближе (6:09)
10. Яблочные дни (3:36)
11. Город (2:45) (Владимир Вавилов — Анри Волохонский[2])

### Бонус-треки
Присутствуют на диске «Антология — X. Десять стрел»
1. Кад Годдо (live) (4:45)
2. Электричество (live) (4:25)
3. Дело мастера Бо (live) (4:54)
4. Дорога 21 (live) (2:53)
5. Рыба (live) (2:50)

## История изданий альбома
- 1986 год — изначальная версия магнитоальбома (скомпилированная Ипатовцевым) содержала следующие песни[3]:
  - Список песен: 1. Intro (Горный Институт) 2. Уйдешь Своим Путем 3. Как Движется Лед (с концерта в общежитии Приборостроительного факультета Кораблестроительного Института) 4. Каменный Уголь (ТЮЗ) 5. Хозяин (КИ) 6. Трамвай 7. Стучаться в Двери Травы 8. 10 Стрел (ДК «Невский») 9. Дорога 21 (КИ) 10. Платан (Горный Институт) 11. Небо Становится Ближе 12. Шары из Хрусталя (КИ) 13. Яблочные Дни (ДК «Невский») 14. Город (Дом Радио)
- 1986 год — каноническая версия магнитоальбома (скомпилированная Гребенщиковым) содержала следующий список песен:
  - Каменный уголь
  - Хозяин
  - Трамвай
  - Стучаться в двери травы
  - Она может двигать
  - 10 стрел
  - Платан
  - Шары из хрусталя
  - Небо становится ближе
  - Яблочные дни
  - Город
- 1992 год — альбом выпущен на виниловой пластинке товариществом «Сестра».
- 1996 год — студия «Триарий» переиздала альбом с версией песни «Яблочные дни»[4], отличной от «канонической», но взятой из первоначальной.
  - Каменный уголь
  - Хозяин
  - Трамвай
  - Стучаться в двери травы
  - Она может двигать
  - 10 стрел
  - Платан
  - Шары из хрусталя
  - Небо становится ближе
  - Яблочные дни
  - БОНУС-ТРЕКИ:
    - Электричество
    - Дело мастера Бо
    - Дорога 21
    - Как движется лёд
    - Рыба
    - Город

Перезапись с оригинальных кассетных матриц и их копий на DAT была произведена в студии парижского радио OUI FM Алексеем Ипатовцевым.
- 2002 год — альбом переиздан на CD в рамках проекта «Антология». В этом издании добавлены 5 бонус-треков, порядок песен см. выше.
- 19 декабря 2013 года — Евгений Гапеев снова сделал перезапись с оригинальной матрицы концерта 19 декабря 1985 года и копий остальных концертов для переиздания альбома на виниле в 2014 году[5].